# Christopher Robinson (Politiker, 1806)
Christopher Robinson (* 15. Mai 1806 in Providence, Rhode Island; † 3. Oktober 1889 in Woonsocket, Rhode Island) war ein US-amerikanischer Politiker. Zwischen 1859 und 1861 vertrat er den ersten Wahlbezirk des Bundesstaates Rhode Island im US-Repräsentantenhaus.

## Werdegang
Nach der Grundschule studierte Robinson bis 1825 an der Brown University in Providence. Nach einem anschließenden Jurastudium und seiner im Jahr 1833 erfolgten Zulassung als Rechtsanwalt begann er in Woonsocket in seinem neuen Beruf zu praktizieren. Im Jahr 1854 wurde er zum Attorney General des Staates Rhode Island gewählt.
Robinson wurde Mitglied der 1854 gegründeten Republikanischen Partei. 1858 wurde er als deren Kandidat in das US-Repräsentantenhaus in Washington, D.C. gewählt, wo er am 4. März 1859 Nathaniel B. Durfee ablöste. Da er aber bereits bei den folgenden Wahlen gegen William Paine Sheffield verlor, konnte er bis zum 3. März 1861 nur eine Legislaturperiode im Kongress absolvieren. Diese Zeit war von den Diskussionen und Ereignissen im Vorfeld des Bürgerkrieges überschattet.
Der neugewählte Präsident Abraham Lincoln ernannte Robinson zum US-Botschafter in Peru. Dieses Amt übte er bis zum Jahr 1866 aus. Im Jahr 1866 war Robinson Delegierter auf einer Versammlung der Loyalisten, die im gerade beendeten Bürgerkrieg der Union die Treue gehalten hatten. Christopher Robinson war mit Louisa Robinson (1819–1853) verheiratet. Er starb am 3. Oktober 1889.